# 679 (číslo)
Šest set sedmdesát devět je přirozené číslo. Následuje po čísle šest set sedmdesát osm a předchází číslu šest set osmdesát. Římskými číslicemi se zapisuje DCLXXIX a řeckými číslicemi χοθ.

## Matematika
679 je:
- Deficientní číslo
- Poloprvočíslo
- Nešťastné číslo

## Astronomie
- (679) Pax je planetka hlavního pásu, kterou objevil v roce 1909 August Kopff

## Ostatní
- +679 je mezinárodní telefonní předvolba Fidži

## Roky
- 679
- 679 př. n. l.